# Мельби, Фриц
Фриц Зигфрид Георг Мельби (24 августа 1826, Эльсинор — 14 декабря 1869, Шанхай) — датский художник-маринист, брат маринистов Антона и Вильгельма Мельби. В отличие от братьев, в своих путешествиях не ограничивался Европой и побывал в Америке и в Азии. Наиболее известен, как первый учитель Камиля Писсарро.

## Биография

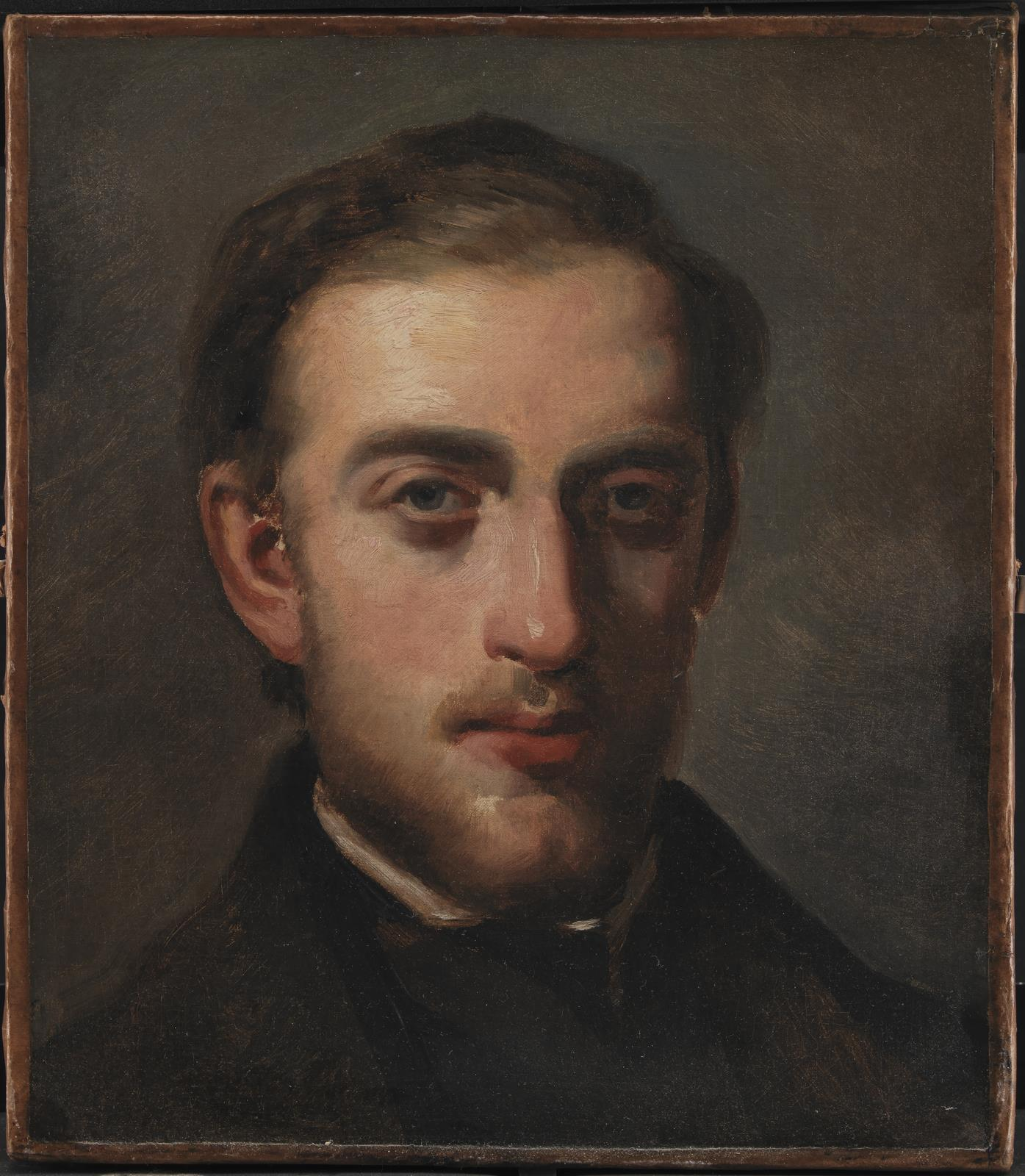
Камиль Писсарро. Портрет Фрица Мельби. Государственный музей искусств, Копенгаген.

Уроженец Эльсинора (по другим данным, родился в норвежском Драммене). Склонность к живописи захватила его точно также, как обоих старших братьев. Антон Мельби был его первым учителем. Уже в 1849 году молодой Фриц отправился на остров Сент-Томас, одну из трёх небольших датских колоний в Карибском море, которые с гордостью именовались Датской Вест-Индией. Там он познакомился с еще более молоды Камилем Писсарро, в будущем — одним из ключевых импрессионистов. Именно Мельби вдохновил Писсарро всерьёз заниматься живописью. Писсарро стал его учеником, а вскоре и близким другом.
В апреле 1852 года Мельбье находился на острове Санта-Крус, готовясь к поездке в Венесуэлу. Писсарро решил присоединиться к нему, после чего они провели вместе два года в Венесуэльской столице — Каракасе и портовом городе Ла-Гуайра, прежде чем Писсарро вернулся к себе на Сент-Томас. Мельби оставался в Венесуэле до 1856 года, а затем ненадолго вернулся в Европу. Прожив некоторое время в Париже, он направился в Северную Америку, где открыл свою студию в городе Нью-Йорке.
В этот период Мельби продолжил много путешествовать, в основном по островам Карибского моря, но также и на север, в Ньюфаундленд. Близким другом Фрица Мельби в Нью-Йорке и частым попутчиком в карибских путешествиях был знаменитый американский пейзажист Фредерик Эдвин Чёрч.

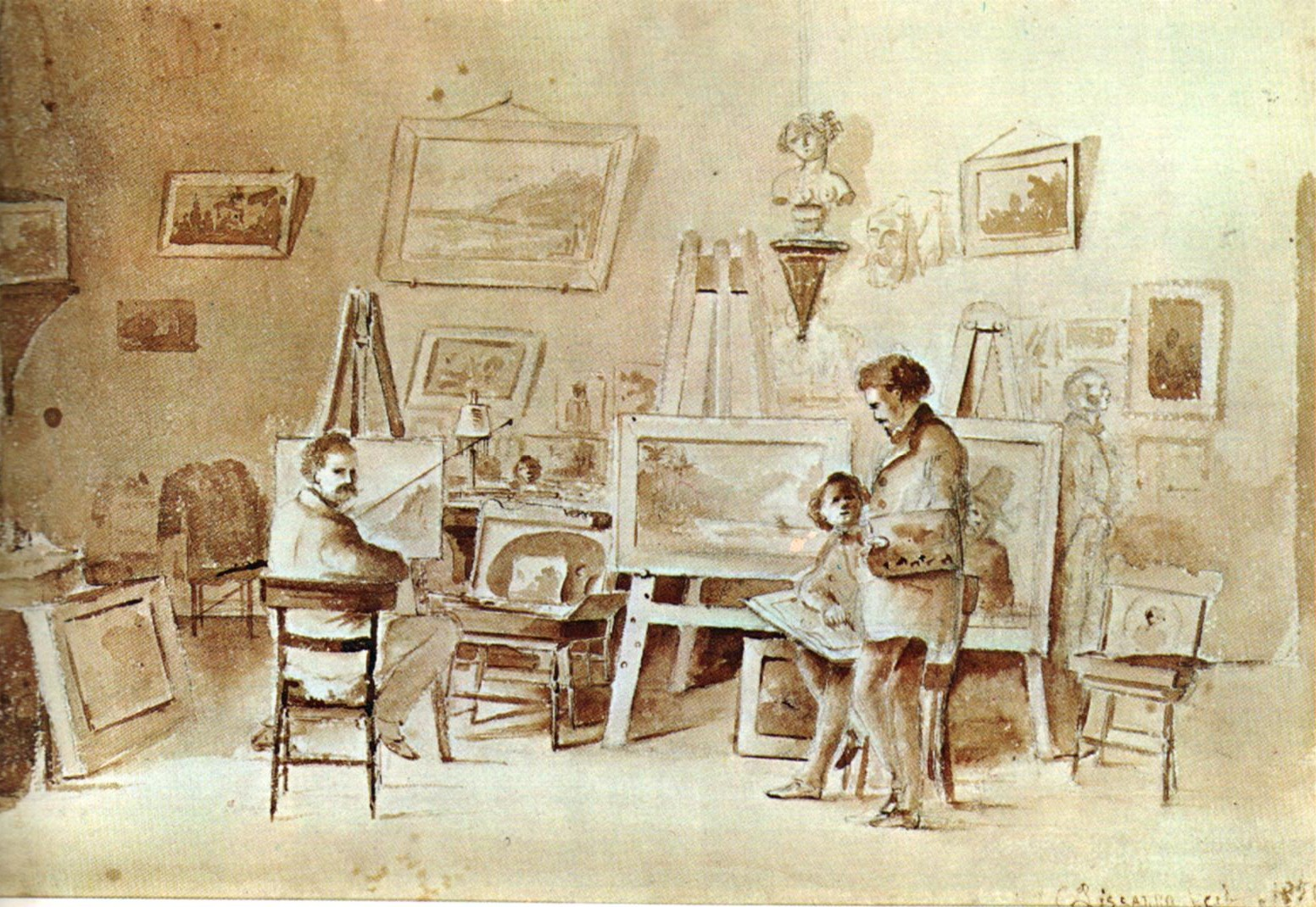
Камиль Писсарро и Фриц Мельби в студии на острове Сент-Томас. Коллекция Центрального банка Венесуэлы.

В 1866 году Мельби отправился в путешествие на Дальний Восток в поисках новых приключений, оставив свою нью-йоркскую мастерскую на попечение Чёрча. В Азии он использовал Пекин в качестве базы для дальнейших путешествий по региону, которые привели его в Японию и во многие места Китая. Мельби скончался в Шанхае три года спустя.

## Творчество
Фриц Мельби начинал свой путь художника с создания марин (морских пейзажей) в семейной традиции, которой обучил его брат. Поздней он все чаще обращался к городским и прибрежным пейзажам. Мельби предпочитал реалистический стиль, нередко с романтическим оттенком. Связи с родиной художник не терял: свои картины он регулярно (в 1849—1858 годах) посылал на ежегодные выставки во дворце Шарлоттенборг в Копенгагене.
Из трёх братьев Мельби Фриц был самым младшим, получил наименьшее художественное образование, и прожил наиболее насыщенную и авантюрную жизнь, в географии своих перемещений значительно выйдя за обыденные рамки своего времени.

## Галерея

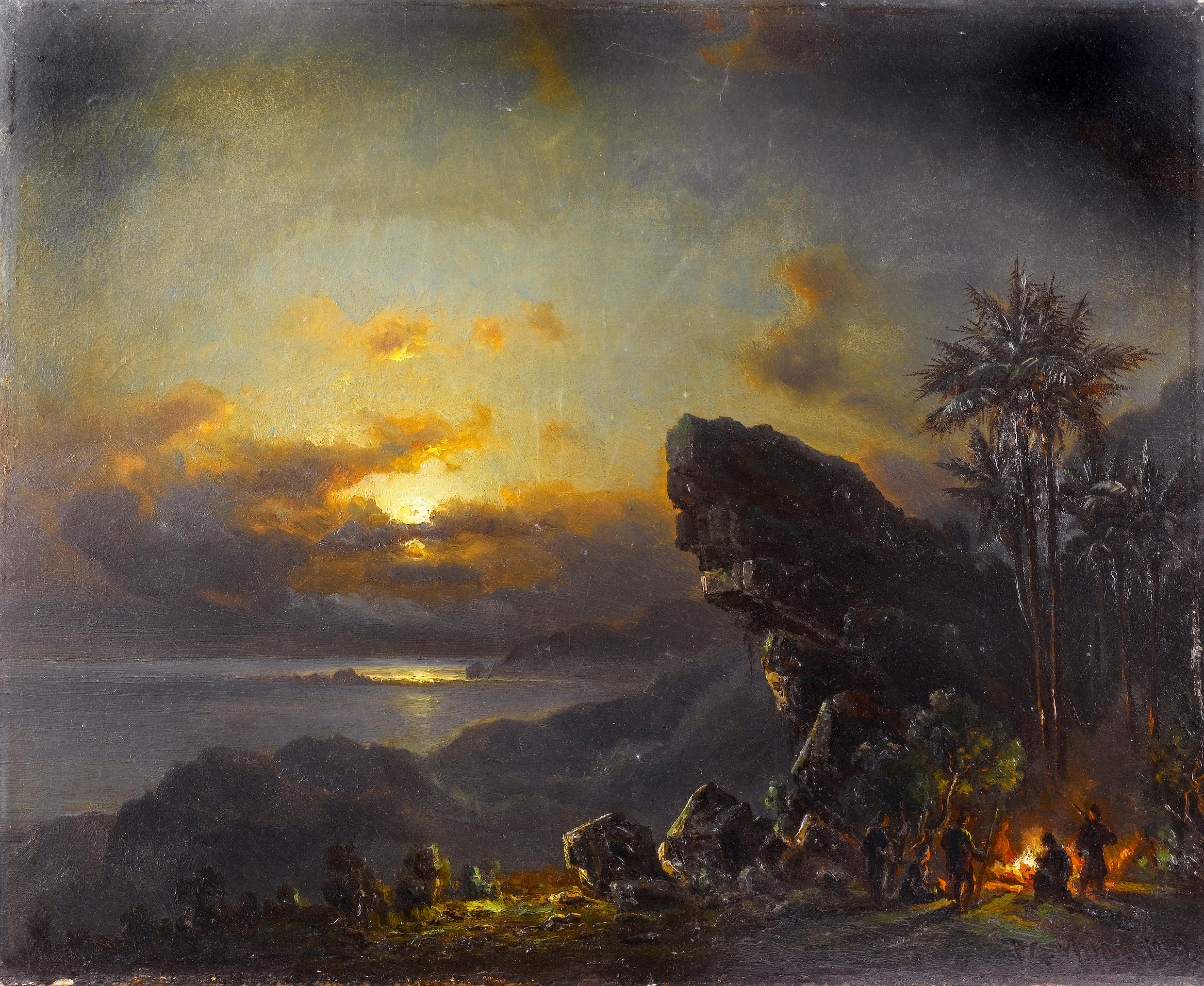
Костёр под ночным утёсом.
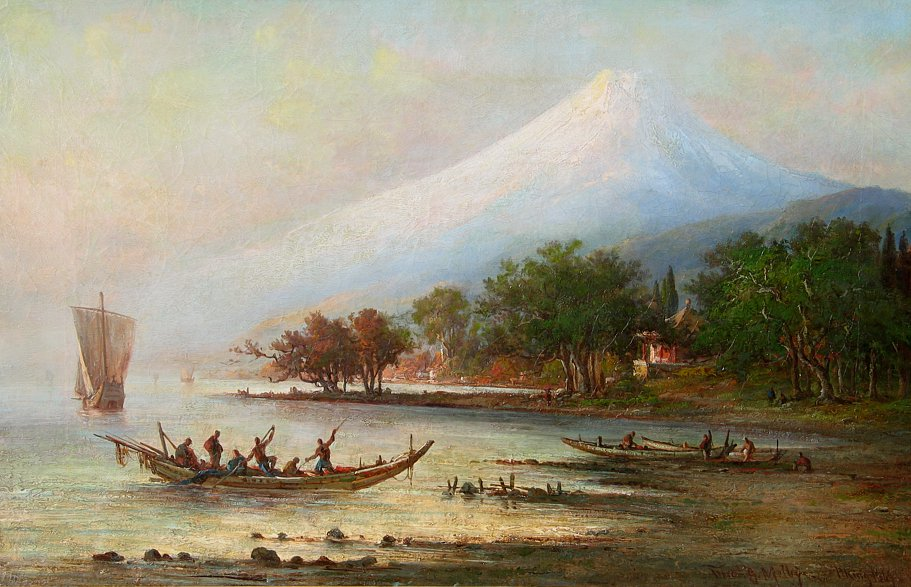
Рыбаки на фоне горы Фудзи, Япония.
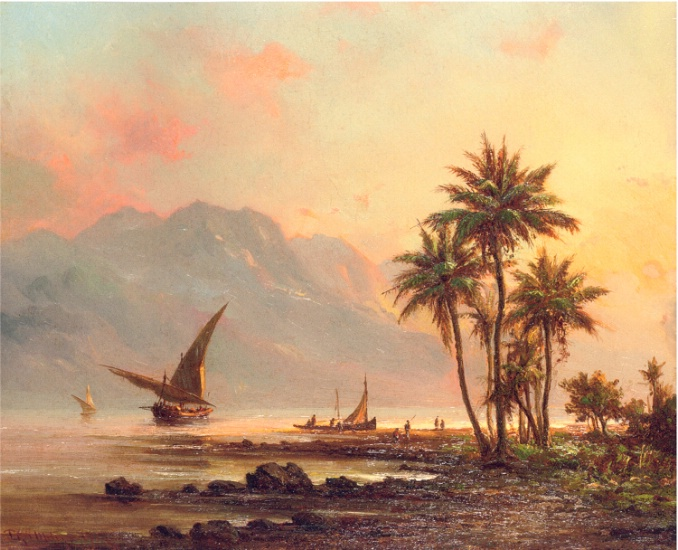
Рыбаки в Венесуэле.
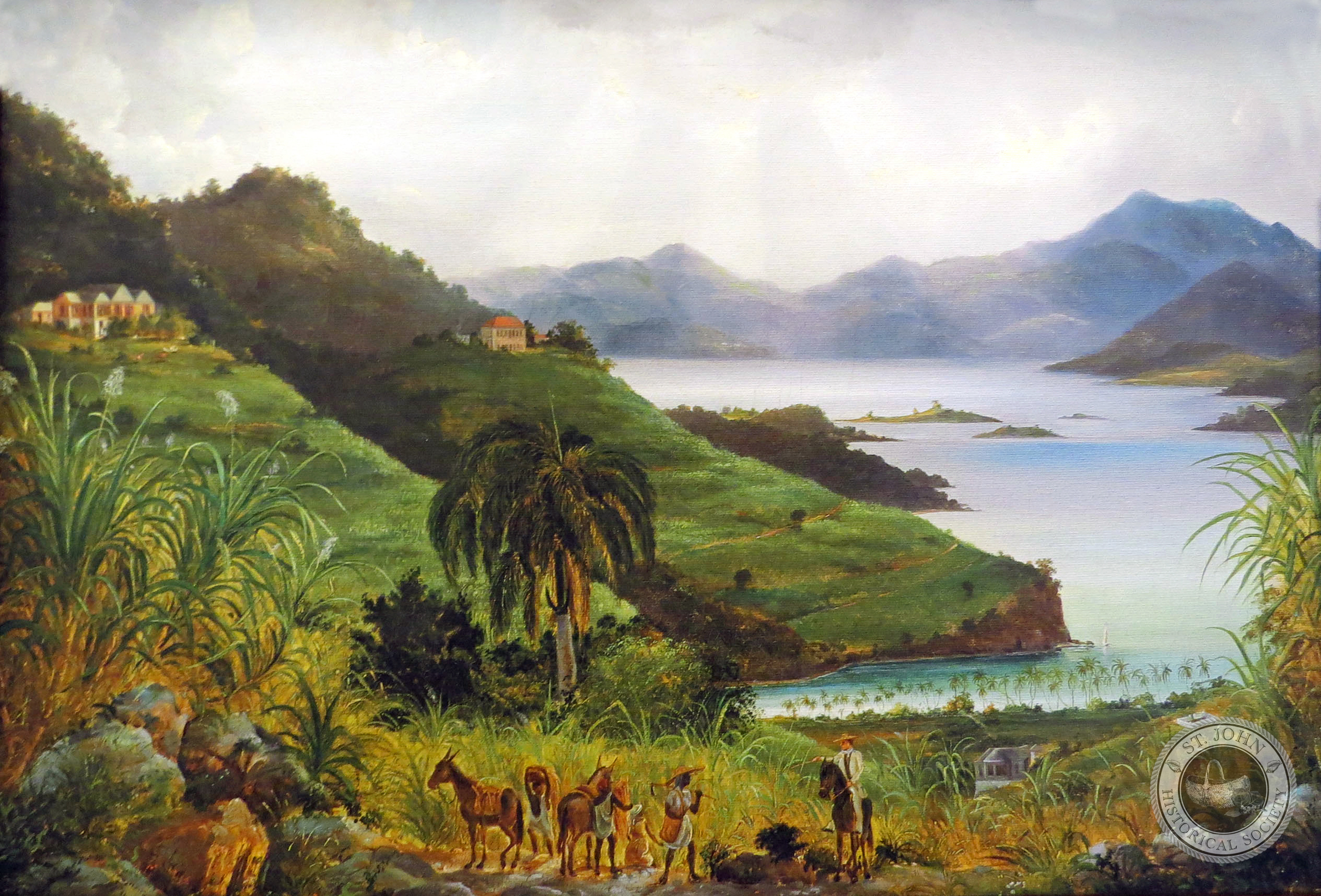
Вид плантации на острове Сент-Джон.